# Церква Великомученика Дмитра (Великий Рожин)
Церква Святого Дмитра — чинна дерев'яна церква у селі Великий Рожин. Пам'ятка архітектури національного значення №1161, належить до типових гуцульських дерев'яних церков. Парафія належить до Косівського деканату Івано-Франківської єпархії ПЦУ. Престольне свято: 26 жовтня.

## Історія
Церква побудована у 1895 році на місці попередньої церкви в центрі села, поруч з цвинтарем. У радянський період церква охоронялась як пам'ятка архітектури Української РСР (№ 1161). Храм був відновлений в 1990 році. Церкву використовує громада Православної церкви України, митр. прот. о. Іван Сабадаш.

## Архітектура
Церква хрестоподібна в плані з квадратним зрубом нави та невеликими раменами. Захристя церкви прибудовані на ширину вівтаря. До нави та бабинця прибудовані ганки. Опасання церкви розташоване на вінцях зрубів, охоплює її простір та покрите бляхою, як і весь простір стін та даху над опасанням. 
Над зрубом нави розсташовано восьмистороння основа для витягнутої бані з маківкою на восьмисторонньому ліхтарі. Бокові зруби перекриті двоскатними дахами з маківками

### Дзвіниця
До складу пам'ятки входить дерев'яна триярусна квадратна в плані дзвіниця, датована як і церква 1895 роком. Перший ярус зі зрубу, а інші каркасні. 
Дзвіниця покрита шатровим дахом.